# Mauranthemum
Mauranthemum là một chi thực vật có hoa trong họ Cúc (Asteraceae).

## Loài
Chi Mauranthemum gồm các loài: